# Aeropuerto Internacional de San Felipe
El Aeropuerto Internacional de San Felipe (Código IATA: SFH - Código OACI: MMSF - Código DGAC: SFE), es un aeropuerto internacional localizado 9 kilómetros al sur de San Felipe, Municipio de Mexicali, Baja California, México, una ciudad localizada en la costa del Golfo de California.

## Información
El aeropuerto actualmente sólo maneja aviación general, y un vuelo a la ciudad de San Diego, California. El aeropuerto es operado por el Patronato para la Administración del Aeropuerto de San Felipe, una paraestatal del Gobierno del Estado de Baja California. Cuenta con una pista de aterrizaje de 1,500 metros de largo y 30 metros de ancho con gotas de viraje en ambas cabeceras, una plataforma de aviación de 13,275 metros cuadrados, torre de control, hangares, edificio terminal y estacionamiento.
Actualmente se están llevando gestiones para que se puedan realizar vuelos comerciales, con un permiso de 30 años, ya que una vez creado el municipio de San Felipe se logre detonar una derrama económica por parte del turismo nacional e internacional.

## Accidentes e incidentes
- El 14 de octubre del 2000 una aeronave Cessna 320E con matrícula N269WP operada por Los médicos voladores que realizaba un vuelo privado entre el Aeropuerto de San Felipe y el Aeropuerto de Ensenada se estrelló mientras se aproximaba a este último matando a sus seis ocupantes.[3][4]

- El 14 de marzo de 2004 una aeronave Cessna 180K con matrícula N61576 que cubría un vuelo privado entre el Aeropuerto de San Felipe y el Aeropuerto de Caléxico tuvo una falla de motor durante su ascenso, por lo que el piloto decidió ejecutar un aterrizaje preventivo en un salar cerca de San Felipe. Al aterrizar, el tren de aterrizaje se hundió en el suelo blando, causando la volcadura de la aeronave. Los 2 ocupantes sobrevivieron.[5]

- El 6 de septiembre de 2021 una aeronave Cessna 170 con matrícula N2677V que operaba un vuelo privado entre el Aeropuerto Internacional de San Felipe y el Aeropuerto de San Diego-Brown Field sufrió una falla mecánica durante su ascenso inicial, obligándolo a realizar un aterrizaje forzoso a pocos kilómetros del aeropuerto de salida. Los dos ocupantes resultaron con heridas leves.[6]

## Aeropuertos cercanos
Los aeropuertos más cercanos son:
- Aeropuerto Internacional de Mar de Cortés (131km)
- Aeropuerto Internacional de San Luis Río Colorado (168km)
- Aeropuerto Internacional General Rodolfo Sánchez Taboada (194km)
- Base aérea n.º 3 El Ciprés (196km)
- Aeropuerto de Bahía de los Ángeles (249km)